# Марк Делейні
Марк Делейні (англ. Mark Delaney, нар. 13 травня 1976, Гейверфордвест) — валлійський футболіст, що грав на позиції захисника.
Виступав, зокрема, за клуб «Астон Вілла», з яким вигравав Кубок Інтертото, а також національну збірну Уельсу.

## Клубна кар'єра
У дорослому футболі дебютував 1995 року виступами за команду клубу «Кармартен Таун», в якій провів три сезони, взявши участь у 58 матчах чемпіонату. 
Протягом 1998—1999 років захищав кольори команди клубу «Кардіфф Сіті».
1999 року перейшов до клубу «Астон Вілла», за який відіграв 8 сезонів. За цей час виборов титул володаря Кубка Інтертото. Завершив професійну кар'єру футболіста виступами за команду «Астон Вілла» у 2007 році.

## Виступи за збірну
1999 року дебютував в офіційних матчах у складі національної збірної Уельсу. Протягом кар'єри у національній команді, яка тривала 8 років, провів у формі головної команди країни 36 матчів.

## Титули і досягнення
- Володар Кубка Інтертото (1):

«Астон Вілла»: 2001